# Farula reapiri
Farula reapiri är en nattsländeart som beskrevs av Schmid 1968. Farula reapiri ingår i släktet Farula och familjen Uenoidae. Inga underarter finns listade i Catalogue of Life.